# Léproserie

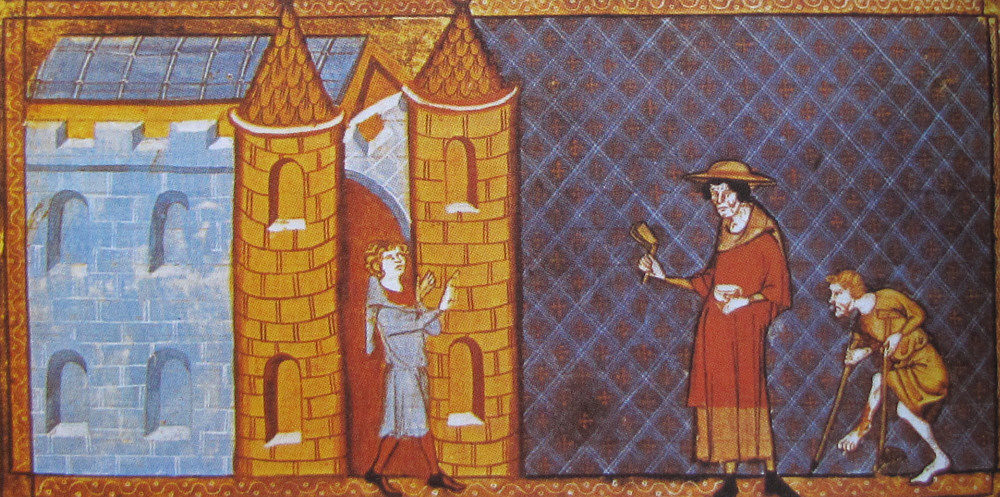
Deux lépreux demandant l'aumône, d'après un manuscrit de Vincent de Beauvais (XIIIe siècle).

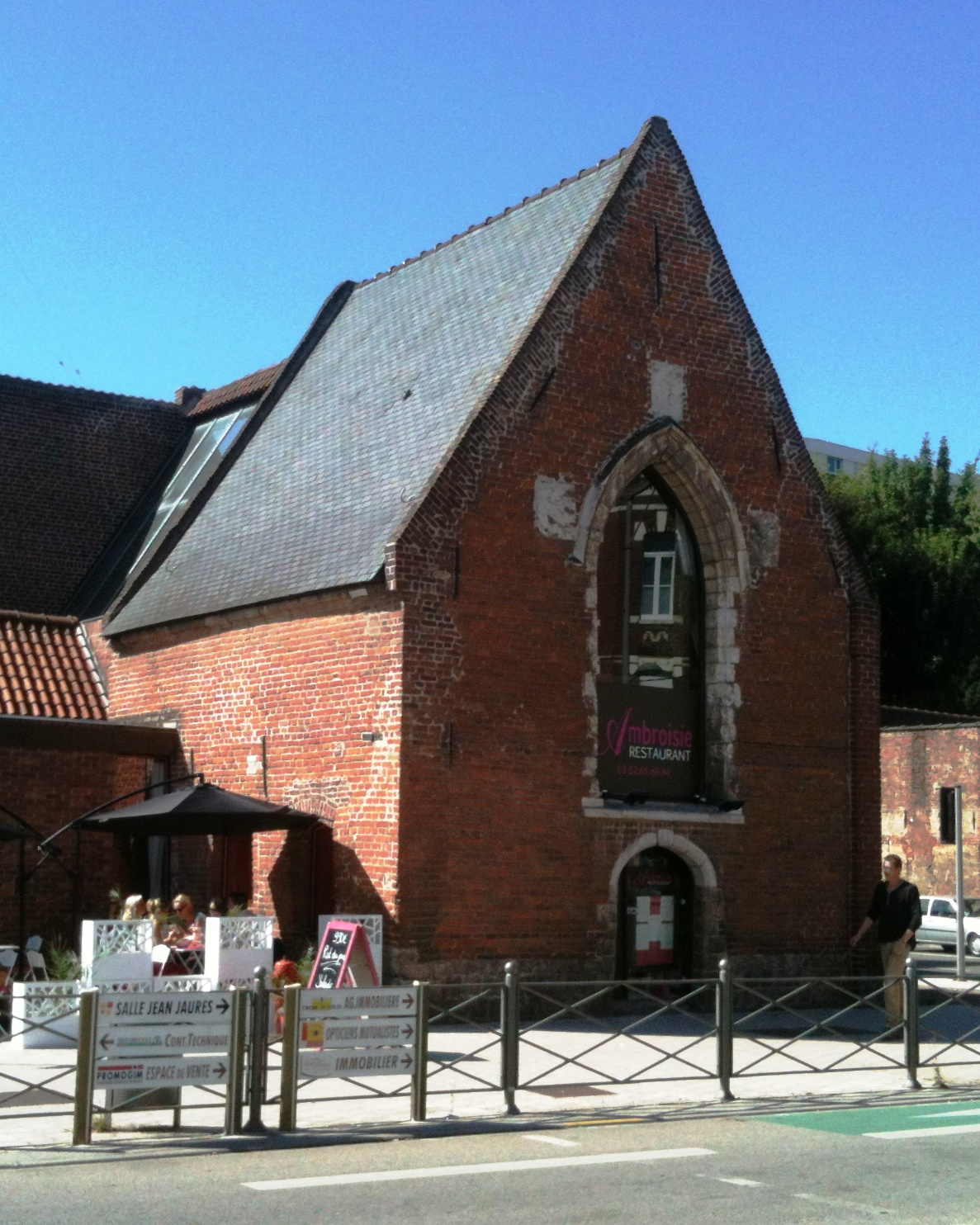
Ancienne maladrerie du XVe siècle à Lomme.

Une léproserie (ladrerie, maladrerie ou maladière) est un lieu d'isolement et de prise en charge des malades de la lèpre.

## Histoire
Le premier hôpital du monde musulman a été créé pour traiter les patients atteints de la lèpre ainsi que pour les isoler du reste de la population, vers l'année 700. Ce premier bimaristan a été fondé à Damas sous le règne du calife omeyyade Abd Al-Malik. À la différence des léproseries de Byzance, celles du monde musulman ne sont pour la plupart pas rattachées à une religion ou à un ordre religieux.
Au début du XIIIe siècle, le testament du roi Louis VIII le Lion dénombre 2 000 léproseries dans le Royaume de France, c'est-à-dire sur un territoire plus restreint que celui de la France moderne. La maladrerie des Frères du Val, à Abbeville, et la maladrerie de Saint Lazare à  Beauvais ont par exemple été fondées au XIIe siècle.
On les trouvait au bord des routes et leurs chapelles étaient souvent dédiées à saint Lazare ou à Marie-Madeleine,.
Au Canada, certains lazarets étaient isolés sur des îles : l'île de Sheldrake (1844-1848) au Nouveau-Brunswick, puis l'île d'Arcy (1891-1924) et l'île de Bentinck (1924-1957) en Colombie-Britannique. Le lazaret de Tracadie (1849-1965) a remplacé celui de l'île de Sheldrake.
L'île de Spinalonga en Crète était l'une des léproseries les plus connues d'Europe (fermeture en 1957)[réf. nécessaire].
La léproserie de Fontilles en Espagne héberge toujours une quarantaine de patients.

## Liste de léproseries
| Nom                                    | Pays     |
| -------------------------------------- | -------- |
| Léproserie de l'Acarouany              | France   |
| Léproserie de Reichshoffen             | France   |
| Léproserie de la Bajasse               | France   |
| Léproserie de la Magdeleine à Saint-Lô | France   |
| Léproserie de la Madeleine d'Angers    | France   |
| Léproserie de L’Hôpital-Camfrout       | France   |
| Léproserie de Meursault                | France   |
| Maison de santé du riez de Canteleu    | France   |
| Maladrerie Saint-Lazare de Beauvais    | France   |
| Spinalonga                             | Grèce    |
| Sanatorium Tama Zenshōen               | Japon    |
| Léproserie de Tichilești               | Roumanie |